# Annie Oakley (película de 1894)
Annie Oakley es un cortometraje de 1894, la primera película en la que aparece Annie Oakley. El hombre que la ayuda  es probablemente su marido, Frank E. Butler. La película muestra a Oakley disparando a varios objetos estacionarios y tira discos con un rifle. Fue grabado el 1 de noviembre de 1894, alrededor de Black Maria de Edison, West Orange, Nueva Jersey. Dura 21 segundos.
Esta película recuerda los espectáculos del Viejo Oeste de Buffalo Bill, con Annie Oakley mostrando sus habilidades de rifle disparando bolas de cristal.